# 三浦春美
三浦 春美（みうら はるみ、1949年3月16日 - ）は、日本の元騎手。

## 来歴
1970年3月1日の東京第8競走5歳以上250万下・イサムハイネス（18頭中16着）で初騎乗を果たし、22日の中山第3競走障害5歳以上未勝利・ダイシンフラッグで初勝利、4月12日の中山第9競走5歳以上300万下・キュウレントゲンで平地初勝利を挙げる。
2年目の1971年には9月25日の中山第8競走4歳以上オープンでスピーデーワンダーに騎乗してダービー馬ダイシンボルガードに勝利したほか、東京障害特別（秋）では初勝利馬ダイシンフラッグで8頭中8番人気ながら上位人気3頭に先着する3着に入り、12月4日・5日の中山で初の2日連続勝利を記録。
3年目の1972年にはダイシンフラッグで春秋東京障害特別・中山大障害（春）3着に入り、同年に初の2桁となる10勝をマークし、1975年まで4年連続2桁勝利を記録。
1973年には3月4日の中山で初の1日2勝を挙げ、1974年と1975年には2年連続で12勝をマーク。
1975年からは障害に転向したバローネターフに平地から引き続き騎乗して主戦騎手となり、同年の中山大障害（秋）は終始楽な手応えで先頭を走るグランドマーチスを道中3番手追走も5馬身差2着であった。1976年は中山大障害（春）・東京障害特別（春）3着に終わり、1977年には中山大障害と東京障害特別を春秋制覇したが、1978年の中山大障害（春）2着を最後に降板。
1978年には3年ぶりの2桁勝利となる12勝をマークし、1979年9月16日の函館第9競走みなみ北海道ステークスではカツアールの弟カツボーイで14頭中14番人気ながら勝利。
1981年には3年ぶりで最後の2桁勝利となる12勝をマークしたが、1984年は初めて0勝に終わる。
1985年9月28日の中山第6競走4歳以上400万下では12頭中11番人気のファンテナシローで勝利し、2着にエルメスシローが入って西山正行の所有馬によるワンツーで枠連万馬券となった。同馬では1987年2月14日の東京第12競走4歳以上900万下でも13頭中11番人気ながら勝利し、2度目の枠連万馬券を起こしている。
1989年7月23日の新潟第7競走4歳以上400万下では9頭中8番人気のドウカンランドで逃げ切って枠連万馬券の波乱を起こし、全て夏の新潟戦で3勝をマーク。
1990年にはハイセイコー産駒の芦毛ケリーバッグで2月25日の中山第5競走4歳新馬を逃げ切って大差勝ちするが、桜花賞トライアルのチューリップ賞からは菅原泰夫に交代したため唯一の騎乗となったほか、ケリーバッグとしては唯一の勝利になったと同時に三浦としては最後の平地勝利となった。
1990年4月8日の中山第5競走障害4歳以上未勝利・サボールランチャーが最後の勝利となり、10月27日の東京第2競走3歳未勝利・ダービーマインド（競走中止）を最後に現役を引退。

## 騎手成績
| 通算成績 | 1着 | 2着 | 3着 | 4着以下 | 出走回数 | 勝率 | 連対率 |
| -------- | --- | --- | --- | ------- | -------- | ---- | ------ |
| 平地     | 62  | 71  | 75  | 775     | 983      | .063 | .135   |
| 障害     | 72  | 76  | 65  | 329     | 542      | .133 | .273   |
| 計       | 134 | 147 | 140 | 1104    | 1525     | .088 | .184   |

主な騎乗馬
- バローネターフ（1977年中山大障害春秋・東京障害特別春秋）